# I Write Sins Not Tragedies
I Write Sins Not Tragedies är en av Panic! at the Discos låtar från deras debutalbum A Fever You Can't Sweat Out från 2005. Den släpptes året därpå även som förstasingel från skivan och nådde en sjundeplats på Billboard Hot 100. Låten är skriven av Ryan Ross. Låten är mycket populär i appen Tiktok där det har gjorts många remixar.